# Скордия
Скордия (итал. Scordia) — коммуна в Италии, располагается в регионе Сицилия, подчиняется административному центру Катания.
Население составляет 17 202 человека (на 2004 г.), плотность населения составляет 696 чел./км². Занимает площадь 24 км². Почтовый индекс — 95048. Телефонный код — 095.
Покровителями коммуны почитаются Пресвятая Богородица (Madonna della Stella, празднование 8 сентября) и святой Рох, праздник ежегодно празднуется 16 августа.